# Смит, Уильям Френч
Уильям Френч Смит II (англ. William French Smith II; 26 августа 1917, Уилтон, Нью-Гэмпшир — 29 октября 1990, Лос-Анджелес, Калифорния) — американский юрист, 74-й генеральный прокурор США.

## Биография
Смит вырос в Бостоне. Он получил степень бакалавра экономики (с отличием) в Калифорнийском университете в Лос-Анджелесе в 1939 году и степень юриста в Гарвардской школе права в 1942 году.
С 1942 по 1946 год Смит служил в резерве ВМС США, получил звание лейтенанта. В 1946 году он присоединился к юридической фирме Gibson, Dunn & Crutcher LLP в Лос-Анджелесе, был старшим партнером и топ-администратором фирмы. В 1968 году губернатор Калифорнии Рональд Рейган назначил его членом Совета регентов Калифорнийского университета.
Смит был членом Американского института права, Американского юридического общества и Совета стипендиатов Института судебной администрации, а также членом Американского фонда адвокатов. Он входил в состав консультативного совета Центра стратегических и международных исследований при Джорджтаунском университете, занимал должность председателя Фонда Президентской библиотеки Рональда Рейгана.